# 1899 au Canada
Pour un article plus général, voir Chronologie du Canada.
Cet article traite des événements qui se sont produits durant l'année 1899 au Canada.

## Événements

### Politique
- 21 juin : signature du Traité 8 entre la reine et les tribus du Nord de l'Alberta, Saskatchewan, Territoires du Nord-Ouest et nord est de la Colombie-Britannique.

- 18 octobre : Henri Bourassa démissionne du gouvernement pour protester contre l'envoi de troupe dans la guerre des Boers.
- 21 octobre : George William Ross devient premier ministre de l'Ontario, remplaçant Arthur Sturgis Hardy.

- 4 novembre : quatrième élection législative des territoires du nord-ouest.

### Guerre des Boers

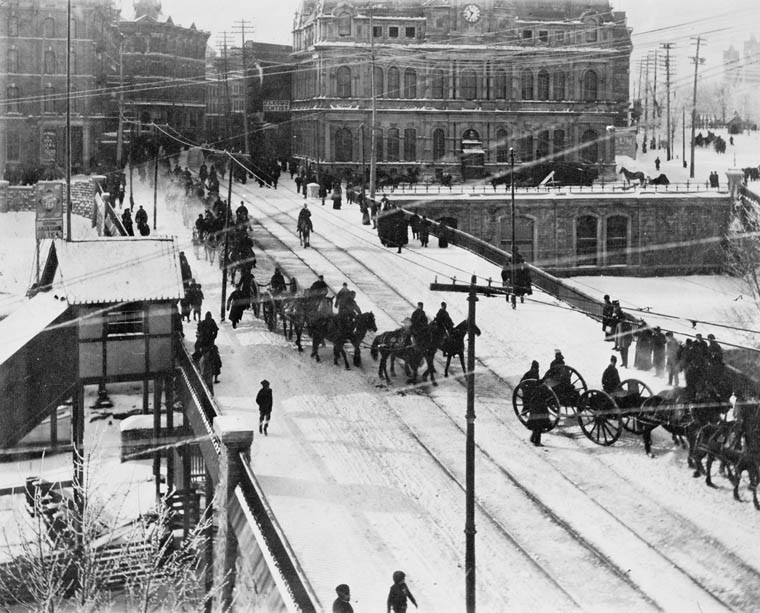
Soldats partant à la guerre des Boers, Ottawa

- 30 octobre : seconde guerre des Boers ; le premier contingent canadien arrive en Afrique du Sud.

### Justice
- Affaire Cordélia Viau. Celle-ci est condamnée à la pendaison après 2 procès pour le meurtre de son conjoint. Plusieurs irrégularités auraient eu lieu dans ce procès.

### Sport
- Hockey sur glace
  - Février : les Victorias de Montréal remportent leur dernière coupe Stanley contre les Victorias de Winnipeg.
  - Mars : les Shamrocks de Montréal remportent la coupe Stanley contre l'université Queen.
- Autres
  - 9 au 11 août : Championnats du monde de cyclisme sur piste à Montréal au vélodrome de Queen's Park

### Économie
- Fondation de la Canadian Northern Railway.
- Fondation de la compagnie pharmaceutique Merck Frosst.
- Emile Berliner établit la compagnie Berliner Gram-o-phone Company of Canada à Montréal.

### Science
- Le norvégien Otto Sverdrup explore les îles de l'Arctique dont l'île d'Ellesmere. Il laissera son nom aux îles Sverdrup.

### Culture
- Poème Le Vaisseau d'Or d'Émile Nelligan.
- Livre Claude Paysan de Ernest Choquette.

### Religion
- François-Xavier Cloutier est nommé évêque au Diocèse de Trois-Rivières.
- 20 janvier : environ 2000 Doukhobors arrivent à Halifax en Nouvelle-Écosse en provenance de Russie.

## Naissances
- 5 janvier : Hugh John Flemming, premier ministre du Nouveau-Brunswick.
- 27 février : Charles Best, scientifique.
- 14 mai : K. C. Irving, homme d'affaires.
- 26 mai : Antonio Barrette, politicien et premier ministre du Québec.
- 24 juillet : Dan George, acteur.
- 1er août : Frank Scott, poète.
- 3 octobre : Adrien Arcand, journaliste et militant d'extrême-droite.
- 10 novembre : Billy Boucher, joueur de hockey sur glace.
- 20 novembre : John Babbitt McNair, premier ministre du Nouveau-Brunswick.
- Otto Klineberg, psychologue.
- 30 novembre : Edna Brower, femme de John Diefenbaker.

## Décès
- 16 janvier : Charles Chiniquy, prêtre catholique convertit au presbytérianisme.
- Joe Juneau (chercheur d'or)
- 10 février : Archibald Lampman, poète.
- 29 avril : George Frederick Baird, homme politique fédéral provenant du Nouveau-Brunswick.
- 29 août : Catharine Parr Traill, femme de lettres.
- 24 octobre : Peter Mitchell, premier ministre de la colonie du Nouveau-Brunswick et père de la confédération.
- 19 novembre : John William Dawson, géologue.
- 13 décembre : Lucius Richard O'Brien (en), artiste peintre.